# Spoiler (kultura)
Spoiler je informace, která prozrazuje klíčovou část děje (např. rozuzlení) nebo jisté předem nečekané formální postupy (např. přechod některé části černobílého filmu do barvy).
Termínu spoiler se také používá v počítačových hrách, a to tehdy, když je hráči odtajněno řešení hádanek, úkolů nebo hraní zjednodušujících strategií či taktik, o nichž se předpokládá, že na ně hráč má přijít sám.
Na internetu bývá zvykem umístit před pasáže obsahující spoilery varování.

## Původ slova
Výraz spoiler je přejat z angličtiny. Doslova znamená „to, co kazí“. Od slovesa to spoil, „kazit, zkazit“.